# Каридис, Мильтиадес
Мильтиадес Каридис (греч. Μιλτιάδης Καρύδης; 9 мая 1923, Данциг — 1 марта 1998, Афины) — греко-германский дирижёр.
Отец Каридиса был грек, мать — немка. Он вырос в Дрездене, но в 1938 г. семья уехала в Грецию; греческие биографы утверждают, что из всего школьного класса Каридиса в Дрездене в живых после Второй мировой войны остался он один. В Афинах учился в консерватории у Теодороса Бабаянниса, в послевоенные годы продолжил образование в Венской музыкальной академии у Ханса Сваровски. Дирижировал оперой в Кёльне и Граце, в 1960—1967 гг. возглавлял оркестр Philharmonia Hungarica, в 1962—1969 гг. работал в Венской государственной опере. Руководил Филармоническим оркестром Осло (1969—1975), Дуйсбургским симфоническим оркестром (1975—1981), венским Тонкюнстлероркестром (1979—1985). В последние два года жизни главный дирижёр Оркестра греческого радио.